# Geoffroy d'Auxerre
Geoffroy d'Auxerre, connu également sous le nom de Geoffroy de Clairvaux, est un moine cistercien du Moyen Âge, disciple direct de Bernard de Clairvaux. Très proche de ce dernier, il devient son secrétaire particulier et le principal chroniqueur de ses faits et gestes en tant qu'abbé de Clairvaux et porte-parole de l'ordre de Cîteaux ; il devient ensuite à son tour abbé de plusieurs abbayes, dont Clairvaux.

## Biographie

### Jeunesse
Né entre 1115 et 1120 à Auxerre, d'où son nom, le jeune Geoffroy se destine très vite à la vie religieuse. Mais, à ses débuts, il est plutôt attiré par le discours de Pierre Abélard, dont il suit les cours à Paris. C'est lors d'une intervention de Bernard de Clairvaux, en 1140, qu'il se décide plutôt pour l'idéal cistercien.

### Secrétaire de Bernard
Il accompagne Bernard dans la plupart de ses déplacements (le premier étant le voyage en Allemagne pour prêcher la deuxième croisade), lui sert de secrétaire ainsi que de chroniqueur de ses déplacements, mais aussi de ses miracles ; il réunit l'ensemble des lettres dictées par son mentor en un volume qu'il publie. Sa vie de moine de Clairvaux et de compagnon de Bernard dure de 1140 jusqu'à 1158.

### Abbé cistercien
En 1158 ou 1159, il est nommé abbé d'Igny, mais il ne reste à ce poste que deux ans ou quatre ans. En tout état de cause, il devient abbé de Clairvaux en 1162, mais ne garde ce titre que trois ou quatre ans, lui préférant en 1165 la simplicité de l'état de simple moine dans l'abbaye. Que ce soit sur la demande du pape ou de son ordre, il accepte de redevenir abbé en 1170-1171, mais à Fossanova, près de Rome. Enfin, en 1176, il accepte la charge de l'abbaye d'Hautecombe, dont il semble qu'il se soit démis en 1188.

### Vieillesse et mort
Selon toute probabilité, il se retire après son abbatiat savoyard dans son abbaye de Clairvaux, où il demeure en ermite, écrivant durant cette dernière période un célèbre Exposé sur le Cantique des Cantiques. Selon la plupart des sources, il serait mort au début du XIIIe siècle.

## Postérité

### Hagiographe de Bernard
Geoffroy d'Auxerre reprend le travail biographique commencé par Guillaume de Saint-Thierry et Arnaud de Bonneval du vivant même de Bernard de Clairvaux. Cette Vita prima sancti Bernardi Clarævallensis sert un but précis : la canonisation de Bernard,.

### Œuvres
- Epistola, in Patrologie latine, vol. 185
- Entretien de Simon-Pierre avec Jésus (Declamationes de colloquio Simonis cum Jesu), Cerf, 1990.
- Gaufridus Autissiodorensis, ed. F. Gastaldelli, Goffredo di Auxerre : Super Apocalypsim, préf. J. Leclerq, Roma : Ed. di storia e letteratura, 1970, p. 57-244 (Temi e Testi, 17) ; cf. F. Gastaldelli, Ricerce su Goffredo d'Auxerre : il compendio anonimo del "Super Apocalypsim", Rome : Pontificium institutum altioris latinitatis, 1970, 188 p. (Bibliotheca "veterum sapientia", series A : textus, documenta, commentaria, 12).
- Exposé sur le Cantique des cantiques (Expositio in Cantica Canticorum), trad. Pierre-Yves Émery, Oka (Québec), abbaye Notre-Dame-du-Lac, diff. Editions du Cerf, 2009, 405 p.
- Vie de saint Pierre II de Tarentaise (Vita sancti Petri Tarentasiensis episcopi), trad. Germain Roche, Moûtiers (Savoie), 1978, XVII-109 p.
- Traités du XIIe siècle sur la symbolique des nombres. Geoffroy d'Auxerre et Thibault de Langres, Copenhague, Institut du Moyen Âge grec et latin, 1978, XXXI-108 p. De sacramentis numerorum a tredenario usque ad vicenarium (suivi du) De creatione perfectorum et sacramento (Geoffroy d'Auxerre) ; De quatuor modis quibus significationes numerorum aperiuntur de Thibault de Langres.
- Notes sur la vie et les miracles de saint Bernard (Fragmenta de vita et miraculis S. Bernardi), trad. Raffaele Fassetta, Cerf, 2011, 205 p. Précédé de Fragmenta II de Raynaud de Foigny.
- [NM Häring 1966] (en) N.M. Häring, « The Writings against Gilbert of Poitiers by Geoffroy of Auxerre », Analecta Cisterciensia, Abbaye d'Heiligenkreuz, Be&Be-Verlag, no XXII,‎ 1966, p. 3-83 (ISSN 0003-2476, OCLC 1705281)
- [Adrien H. Bredero 1971] Adrien H. Bredero, « Geoffroy d'Auxerre. — Super Apocalypsim, éd. Ferruccio Gastaldelli (préface de Jean Leclercq, o.s.B.). », Cahiers de civilisation médiévale, Persée, vol. 14, no 56,‎ 1er juillet 1971, p. 374-376 (lire en ligne)

### Études sur Geoffroy d'Auxerre
- Antoine Le Maistre, Vie de saint Bernard, premier abbé de Clairvaux, 1648.
- [Ferruccio Gastaldelli 1973] (it) Ferruccio Gastaldelli, « Ricerche per l'edizione dei “Sermones” di Goffredo d'Auxerre : il manoscritto Troyes 503 », Salesianum, no 35,‎ 1973, p. 649-666 (ISSN 0036-3502)
- [Ferruccio Gastaldelli 1980] (it) Ferruccio Gastaldelli, « Regola, spiritualità e crisi dell'ordine cisterciense in tre sermoni di Gofredo di Auxerre su San Benedetto », Cîteaux – Commentarii cistercienses, Louvain, Peeters, no 31,‎ 1980, p. 193-225
- Philippe Lécrivain, « Bulletin d'histoire des idées médiévales », Recherches de Science Religieuse, Centre Sèvres, vol. Tome 97, no 2,‎ 9 juin 2009, p. 285-303 (ISBN 9782913133433, ISSN 0034-1258, résumé, lire en ligne)